# Ministero dell'industria (Giappone)
Il Ministero dell'industria (工部省?, Kōbu-shō, altrimenti detto Ministero dei lavori pubblici, Ministero dell'ingegneria o Ministero delle costruzioni) fu un dicastero dell'Impero giapponese preposto alla costruzione di tutte quelle infrastrutture commerciali e industriali che, secondo le intenzioni del nuovo governo Meiji, sarebbero andate a formare l'ossatura del Giappone moderno.
Il ministero fu istituito alla fine del 1870 e rimase operativo fino al 1885, quando fu sostituito dal Ministero dell'agricoltura e del commercio e dal Ministero delle comunicazioni.

## Storia
Il Ministero dell'industria fu istituito il 12 dicembre 1870, in sostituzione del Ministero degli affari popolari. Facente parte del processo di modernizzazione voluto dell'imperatore Mutsuhito nel primo periodo Meiji, questa nuova organizzazione aveva lo scopo di creare, a livello infrastrutturale, le basi del Giappone moderno, grazie all'edificazione di ferrovie, cantieri navali, fari, miniere, impianti di estrazione, vetrerie, cementifici, fabbriche tessili, uffici telegrafici e impianti di illuminazione. Questo divenne possibile anche grazie all'apporto di numerosi specialisti stranieri, che vennero invitati dal governo in qualità di consulenti. Il ministero fu inoltre responsabile della creazione del Collegio imperiale di ingegneria di Tokyo (precursore del Dipartimento di ingegneria dell'Università imperiale di Tokyo).
Uno dei ruoli chiave del ministero era la localizzazione e, se necessario, il reverse engineering della tecnologia d'oltreoceano. Ad esempio, nel 1877, solo un anno dopo l'invenzione del telefono, gli ingegneri impiegati dal ministero avevano ottenuto dei modelli e stavano tentando di crearne una versione adatta al mercato domestico. Verso la metà degli anni 1880, molte delle industrie create dal Ministero dell'industria furono privatizzate. Con l'istituzione dell'organo del consiglio dei ministri sotto la Costituzione Meiji il 22 dicembre 1885, il ministero fu abolito, e le sue funzioni divise tra il nuovo Ministero dell'agricoltura e del commercio e il Ministero delle comunicazioni.

## Ministri dell'industria
| Immagine | Nome            | Inizio mandato    | Fine mandato      |
| -------- | --------------- | ----------------- | ----------------- |
|          | Itō Hirobumi    | 25 ottobre 1873   | 15 maggio 1878    |
|          | Inoue Kaoru     | 29 luglio 1878    | 10 settembre 1879 |
|          | Yamada Akiyoshi | 10 settembre 1879 | 28 febbraio 1880  |
|          | Yamao Yōzō      | 28 febbraio 1880  | 21 ottobre 1881   |
|          | Sasaki Takayuki | 21 ottobre 1881   | 22 dicembre 1885  |

| Immagine | Nome            | Inizio mandato  | Fine mandato     |
| -------- | --------------- | --------------- | ---------------- |
|          | Yamao Yōzō      | 27 ottobre 1872 | 28 febbraio 1880 |
|          | Yoshii Tomozane | 17 giugno 1880  | 10 gennaio 1882  |
|          | Inoue Masaru    | 8 luglio 1882   | 22 dicembre 1885 |